# モデルジャーナル
『モデルジャーナル』は、かつて電波実験社が刊行していた無線操縦模型の月刊誌である。

## 概要
1976年5月に主にラジコン模型を扱う雑誌として創刊された。
これまでに刊行されていた同社のラジコン技術誌がやや専門的な記事を扱っていたのに対してレジャーとしての観点から娯楽として楽しむ事に主眼を置いたような誌面構成だった。ラジコン技術誌との差異化が見いだせず、パイの奪い合いになり、部数が減少して休刊に至った。
現在では往時の愛好家達の様子を伝える資料になっている。